# Diáspora sefardí
Se conoce con el nombre de diáspora sefardí a la diáspora de los judíos que fueron expulsados de España en 1492 por orden de los Reyes Católicos. Como algunos judíos identificaban España, la península ibérica, con la Sefarad bíblica, recibieron el nombre de sefardíes, quienes, además de su religión, mantuvieron muchas de sus costumbres españolas y particularmente conservaron su lengua, conocida como judeoespañol, que deriva del castellano que se hablaba en el siglo XV. "Los sefardíes nunca se olvidaron de la tierra de sus padres, abrigando para ella sentimientos encontrados: por una parte, el rencor por los trágicos acontecimientos de 1492; por otra parte, andando el tiempo, la nostalgia de la patria perdida…".
Inicialmente la mayoría de los judíos expulsados se instalaron en el norte de África, o en los estados cristianos cercanos, como el reino de Portugal, el reino de Navarra o los estados italianos (Sinagoga española de Venecia). De Navarra fueron expulsados en 1498 y se instalaron en las cercanías de Bayona en su mayoría, protegidos por los señores de Agramont y Bidache. Los de Portugal, obligados a convertirse al cristianismo en 1497, acabaron muchos de ellos en el norte de Europa, especialmente en los Países Bajos. Finalmente la mayor parte de los sefardíes fueron a vivir a los territorios del Imperio otomano de los Balcanes y Oriente Próximo –después de haber pasado por Italia, de donde también habían sido expulsados–.

## La expulsión

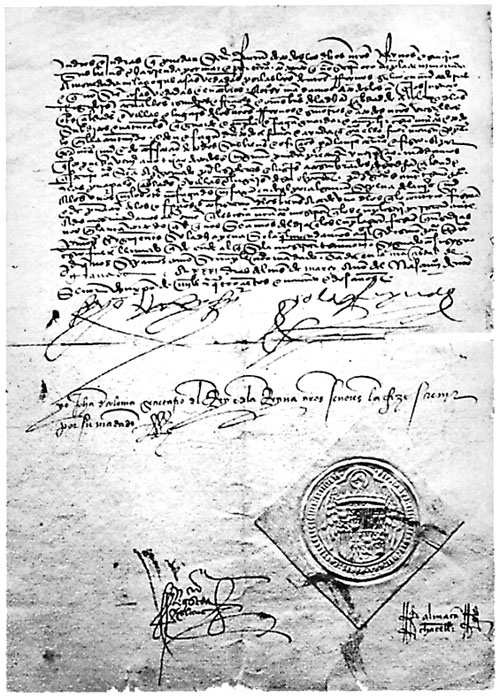
Copia sellada del Edicto de Granada.

El 31 de marzo de 1492, poco después de finalizada la guerra de Granada –con la que se ponía fin al último reducto musulmán de la península ibérica–, los Reyes Católicos firmaron en Granada el decreto de expulsión de los judíos, aunque este no se haría público hasta finales del mes de abril. La iniciativa había partido de la Inquisición española, cuyo inquisidor general Tomás de Torquemada fue encargado por los reyes de la redacción del decreto. En él se fijó un plazo de cuatro meses, que acababa el 10 de agosto, para que los judíos abandonaran de forma definitiva la Corona de Aragón y la Corona de Castilla: «acordamos de mandar salir todos los judíos y judías de nuestros reinos y que jamás tornen ni vuelvan a ellos ni alguno de ellos».
Aunque en el edicto no se hacía referencia a una posible conversión, esta alternativa estaba implícita. De hecho durante ese plazo muchos judíos se bautizaron, especialmente los ricos y los más cultos, y entre ellos la inmensa mayoría de los rabinos. Los judíos que decidieron no convertirse tuvieron que marchar al exilio en unas condiciones muy duras: se vieron obligados a malvender sus bienes debido a que contaban con muy poco tiempo y tuvieron que aceptar las cantidades a veces ridículas que les ofrecieron en forma de bienes que pudieran llevarse porque la salida de oro y de plata del reino estaba prohibida –la posibilidad de llevarse letras de cambio no les fue de mucha ayuda porque los banqueros, italianos en su mayoría, les exigieron enormes intereses–. También tuvieron graves dificultades para recuperar el dinero prestado a cristianos. Además debían hacerse cargo de todos los gastos del viaje –transporte, manutención, fletes de los barcos, peajes, etc.–.
En el decreto se explicaba que el motivo de la expulsión era que los judíos servían de ejemplo e incitaban a los conversos a volver a las prácticas de su antigua religión: "Bien es sabido que en nuestros dominios, existen algunos malos cristianos que han judaizado y han cometido apostasía contra la santa fe Católica, siendo causa la mayoría por las relaciones entre judíos y cristianos".

Mapa de las expulsiones de judíos en Europa entre 1100 y 1600

Los historiadores han debatido extensamente sobre si además de los motivos expuestos por los Reyes Católicos en el decreto hubo otros. Se ha alcanzado cierto consenso en situar la expulsión en el contexto europeo y destacar que los Reyes Católicos en realidad fueron los últimos de los soberanos de los grandes estados occidentales en decretar la expulsión –el reino de Inglaterra lo hizo en 1290, el reino de Francia en 1394–. El objetivo de todos ellos era lograr la unidad de fe en sus estados, un principio que quedará definido en el siglo XVI con la fórmula "cuius regio, eius religio", que los súbditos deben profesar la misma religión que su príncipe. Según Joseph Pérez, "los reyes debieron pensar que la perspectiva de la expulsión animaría a los judíos a convertirse masivamente y que así una paulatina asimilación acabaría con los restos del judaísmo. Se equivocaron en esto. Una amplia proporción prefirió marcharse, con todo lo que ello suponía de desgarramientos, sacrificios y vejaciones, y seguir fiel a su fe. Se negaron rotundamente a la asimilación que se les ofrecía como alternativa".

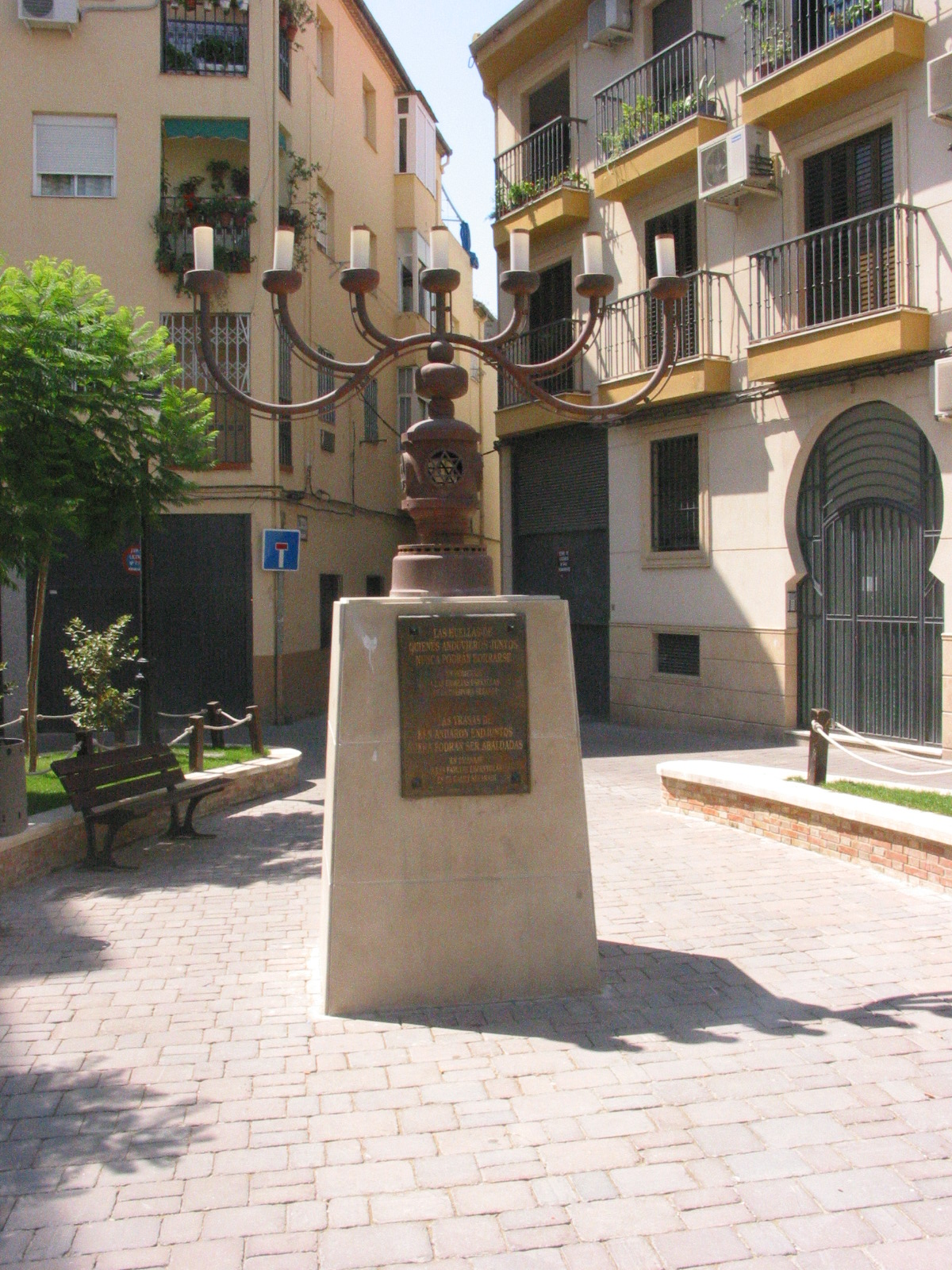
Menorá de la Plaza de los Huérfanos, Jaén, en homenaje a las familias de la diáspora sefardí.

El número de judíos expulsados sigue siendo objeto de controversia. Las cifras han oscilado entre los 45 000 y los 350 000, aunque las investigaciones más recientes, según Joseph Pérez, la sitúan en torno a los 50 000, teniendo en cuenta los miles de judíos que después de marcharse regresaron a causa del maltrato que sufrieron en algunos lugares de acogida, como en Fez, Marruecos. Julio Valdeón, citando también las últimas investigaciones, sitúa la cifra entre los 70 000 y los 100 000, de los que entre 50 000 y 80 000 procederían de la Corona de Castilla, aunque en estos números no se han restado los retornados.
La situación de los que volvieron se regularizó con una orden del 10 de noviembre de 1492 en la que se establecía que las autoridades civiles y eclesiásticas tenían que ser testigos del bautismo y en el caso de que se hubiesen bautizado antes de volver se exigían pruebas y testimonios que lo confirmasen. Asimismo pudieron recuperar todos sus bienes por el mismo precio al que los hubieran vendido. Los retornos están documentados hasta 1499 por lo menos. Por otro lado, una provisión del Consejo Real de 24 de octubre de 1493 determinó duras sanciones para aquellos que injuriasen a estos cristianos nuevos –llamándolos tornadizos, por ejemplo–.

## Los sefardíes en Europa occidental

### Reino de Navarra
En un primer momento buena parte de los judíos expulsados de la Corona de Castilla y de la Corona de Aragón marcharon a los reinos vecinos de Navarra, Francia y de Portugal. Pero en 1498 el rey de Navarra decidió expulsarlos, al parecer presionado por los Reyes Católicos, y los que no decidieron convertirse entonces –se cree que una minoría– cruzaron los Pirineos y se instalaron en Bayona, Bidache, La Bastide-Clairence y Peyrehorade. Los pocos procesos inquisitoriales que hubo en el reino contra los conversos a partir de la implantación de la Inquisición española tras su incorporación a la Monarquía Hispánica en 1512, hace pensar que la asimilación de los judeoconversos de Navarra fue completa.

### Reino de Francia
En Bayona se formó una importante comunidad sefardí, concretamente en el barrio del Espíritu Santo en la orilla derecha del río Adour ya que las autoridades no les autorizaron a instalarse en la ciudad. La comunidad estaba formada no solo por los judíos que habían sido expulsados de Navarra sino también de Castilla y de Aragón. A Bayona también acudieron los marranos portugueses –en realidad eran castellanos– que huían de la persecución de la Inquisición portuguesa creada en 1536 y que en cuanto llegaban allí abjuraban del cristianismo, siendo circuncidados y cambiando de nombre. De Bayona muchos judíos fueron a Burdeos, una ciudad con un gran desarrollo comercial, donde para poder vivir se hacían pasar por católicos, pero seguían practicando secretamente la fe judaica. Tenían sus sinagogas en casas particulares. Las autoridades lo sabían pero lo toleraban. En 1550 el rey Enrique II de Francia les concedió a los marranos portugueses –en realidad hablaban castellano y el castellano era la lengua litúrgica de las sinagogas hasta el siglo XIX– los mismos derechos de los que ya gozaban otros negociantes extranjeros en Burdeos. Marranos portugueses también se instalaron en otros puertos atlánticos franceses como La Rochelle, Nantes y Rouen donde fueron tolerados por las autoridades, que sabían que judaizaban, mientras fingiesen ser cristianos –precisamente en Rouen surgió un conflicto entre los marranos que no judaizaban para ahorrarse problemas, y los que sí lo hacían que acabó con la salida de los primeros de la ciudad–.

### Reino de Portugal

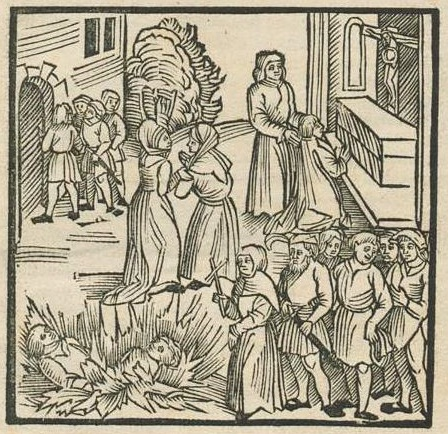
Grabado alemán sobre la masacre de Lisboa de 1506.

El rey Juan II de Portugal exigió a los judíos que llegaban desde Castilla el pago de un tributo de ocho ducados por persona, incluidos los niños, para poder permanecer en el reino. El tributo, sin embargo, no les eximió de ser sometidos a todo tipo de vejaciones, por lo que algunos marcharon al reino de Fez en el norte de África, donde les fue aún peor, por lo que parte de ellos volvieron a Castilla y se bautizaron. El sucesor de Juan II, Manuel I les dio a elegir en 1497 entre el bautismo o la expulsión, pero poniéndoles tales dificultades para que se marcharan que la inmensa mayoría no tuvieron más remedio que convertirse. Así fue como surgió el fenómeno del marranismo portugués, porque como hasta 1536 no se instauró la Inquisición portuguesa no tuvieron muchos problemas en seguir practicando su antigua religión –y mantener el castellano como su lengua familiar– y al mismo tiempo utilizar las ventajas que les ofrecía ser cristianos para acceder a determinados oficios, beneficios y empleos. Algunos consiguieron así enriquecerse lo que suscitó el odio popular hacia ellos, como se demostró en la revuelta anticonversa de Lisboa de 1506 en la que se produjeron atropellos, saqueos y violaciones y en la que casi cuatro mil personas perecieron.

### Estados italianos

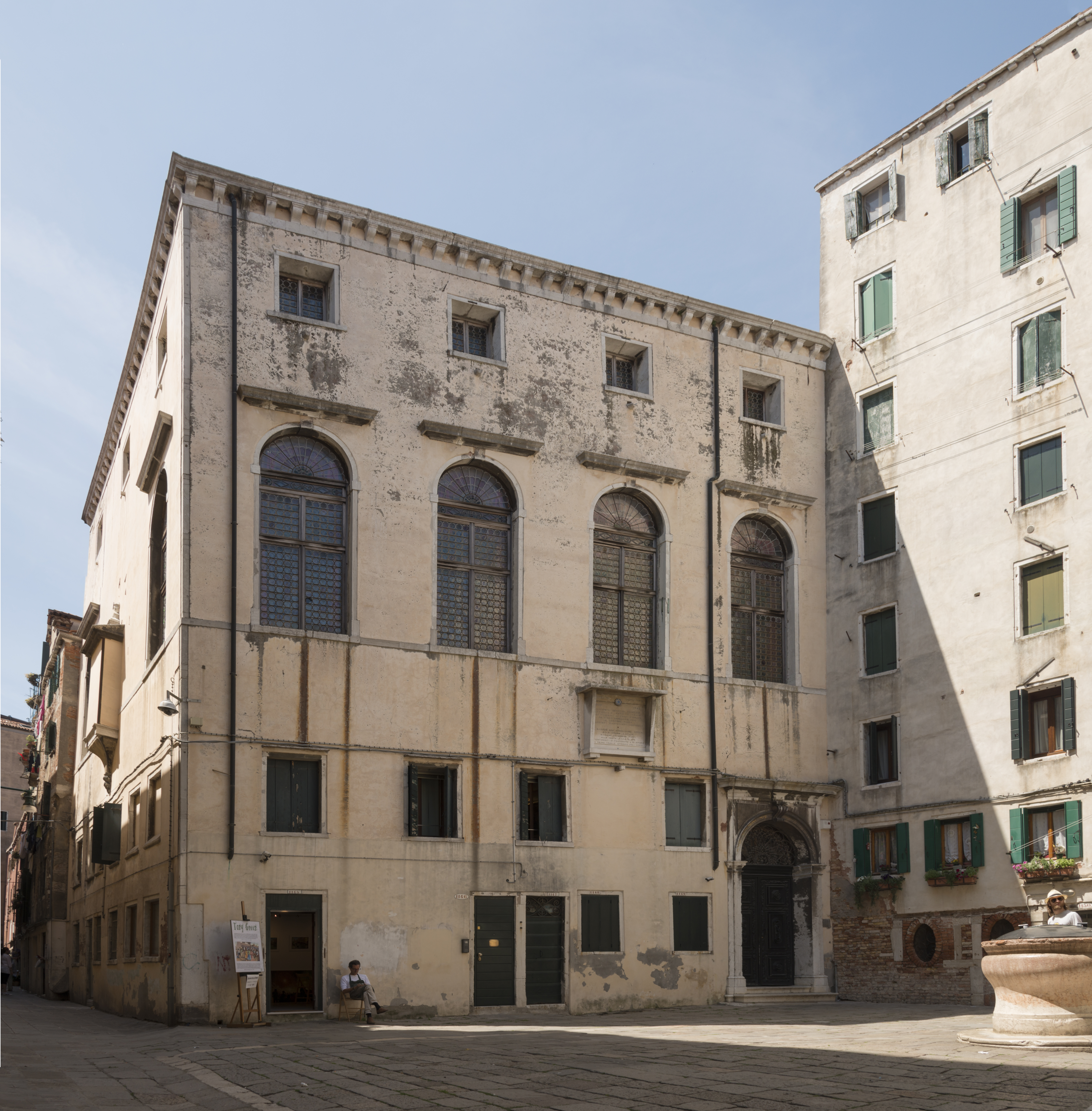
"Scola spagnola" ('Sinagoga española') del gueto de Venecia

Otro de los destinos iniciales de los judíos expulsados fue Italia. Al Reino de Nápoles fue el grupo de judíos cuyo miembro más destacado era Isaac Abravanel, uno de los pocos judíos ricos e influentes que no se convirtió al cristianismo tras la promulgación del edicto de expulsión. Encontraron la protección del rey Ferrante, hijo bastardo del rey de Aragón y conde de Barcelona Alfonso V el Magnánimo, pero al caer el reino bajo el dominio de Fernando el Católico fueron expulsados de allí en 1510, con la excusa de que propagaban la peste y la sífilis, una vieja acusación medieval que vuelve a resurgir en la Italia del siglo XVI. Entonces buscaron refugio en Roma donde pudieron vivir a cambio de fuertes tributos –en la judería del Trastévere había una sinagoga para los sefardíes– hasta que en 1559 Pablo IV, un furibundo antijudío, empieza las persecuciones, y en 1569 Pío V decreta la expulsión de los todos los judíos de los Estados Pontificios. Sin embargo, hay indicios de que tras las expulsiones hubo judíos tanto en Nápoles como en Roma.
Los judíos expulsados de Roma y de Nápoles encontraron refugio más al norte en el ducado de Ferrara y en la República de Venecia. En Ferrara ya había una comunidad sefardí formada inicialmente por unas veinte familias de judíos expulsados en 1492 que habían conseguido la protección de los duques, quienes les habían permitido instalarse allí con la única condición de que no practicaran la usura. Así la comunidad sefardí del pequeño ducado de Ferrara se convirtió en la más próspera y dinámica de Italia, hasta que la presión de los estados italianos prácticamente acabó con ella –en 1581 se denuncia la presencia allí de judeoconversos que han hecho apostasía de la religión cristiana o que judaízan e interviene la inquisición romana que celebra un auto de fe el 19 de febrero de 1583 en que aplicaron varias sentencias de muerte–. Entonces la única comunidad judía de Italia que quedaba que gozara de una cierta prosperidad era la de Venecia.
En la República de Venecia los judíos fueron obligados a vivir en un barrio separado llamado ghetto –la palabra gueto pasaría a designar a partir de entonces a las juderías europeas donde se recluía a los judíos–, a llevar una indumentaria que los identificara, a pagar unos impuestos muy altos, a no poder adquirir inmuebles, y a no prestar dinero con un interés superior al 12 por ciento, además de no poder ejercer determinados oficios. En varias ocasiones se intentó expulsarlos pero los judíos de Venecia siempre encontraron la manera de volver. En el novissimo ghetto, uno de los tres con que contó la ciudad en los siglos XVI y XVII, eran donde probablemente vivían los judíos sefardíes.

### Países Bajos

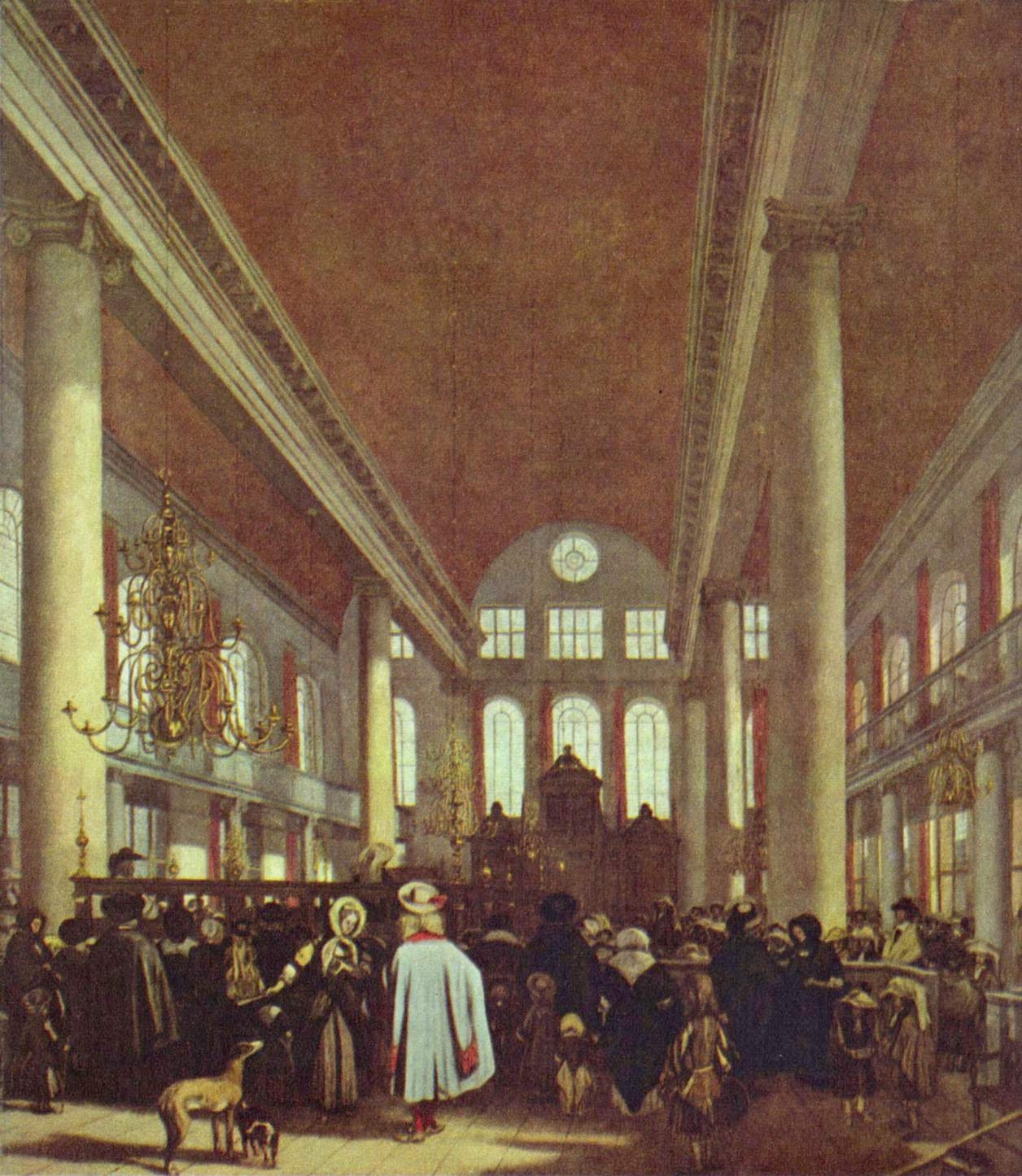
Pintura del interior de la sinagoga portuguesa de Ámsterdam de Emanuel de Witte (hacia 1680)

En principio los sefardíes no se dirigieron al norte de Europa, pero durante la primera mitad del siglo XVI algunos se instalaron en los Países Bajos, primero en Amberes y, tras la rebelión de los Países Bajos contra Felipe II, en Ámsterdam. Allí acudieron también los marranos portugueses que querían dejar de fingir que eran cristianos aprovechando la relativa libertad religiosa que se vivía en los Países Bajos del norte donde se había consolidado la rebelión. En 1619 se dio el paso definitivo cuando el concejo de la ciudad, integrado por cristianos protestantes, autorizó formalmente a los judíos a trabajar y vivir allí y a practicar libremente su culto, con el único compromiso de que no atacarían a la religión cristiana. A partir de ese momento el número de judíos empezó a crecer y hacia 1650 ya eran unos dos mil. Veinte años después comenzaron a construir la suntuosa sinagoga portuguesa de Ámsterdam que se terminó en 1675. Así Ámsterdam se convirtió en el centro más importante de los sefardíes de Europa Occidental que mantenía contactos con todas las juderías de Europa, y pasó a ser considerada la Jerusalén holandesa, cuya fama llegaba hasta América –un converso detenido en México por judaizante le comentó a su compañero de celda sobre Ámsterdam: "allí sí que no hay esto que hay por acá, vive como quiere cada uno"–.

## El Magreb

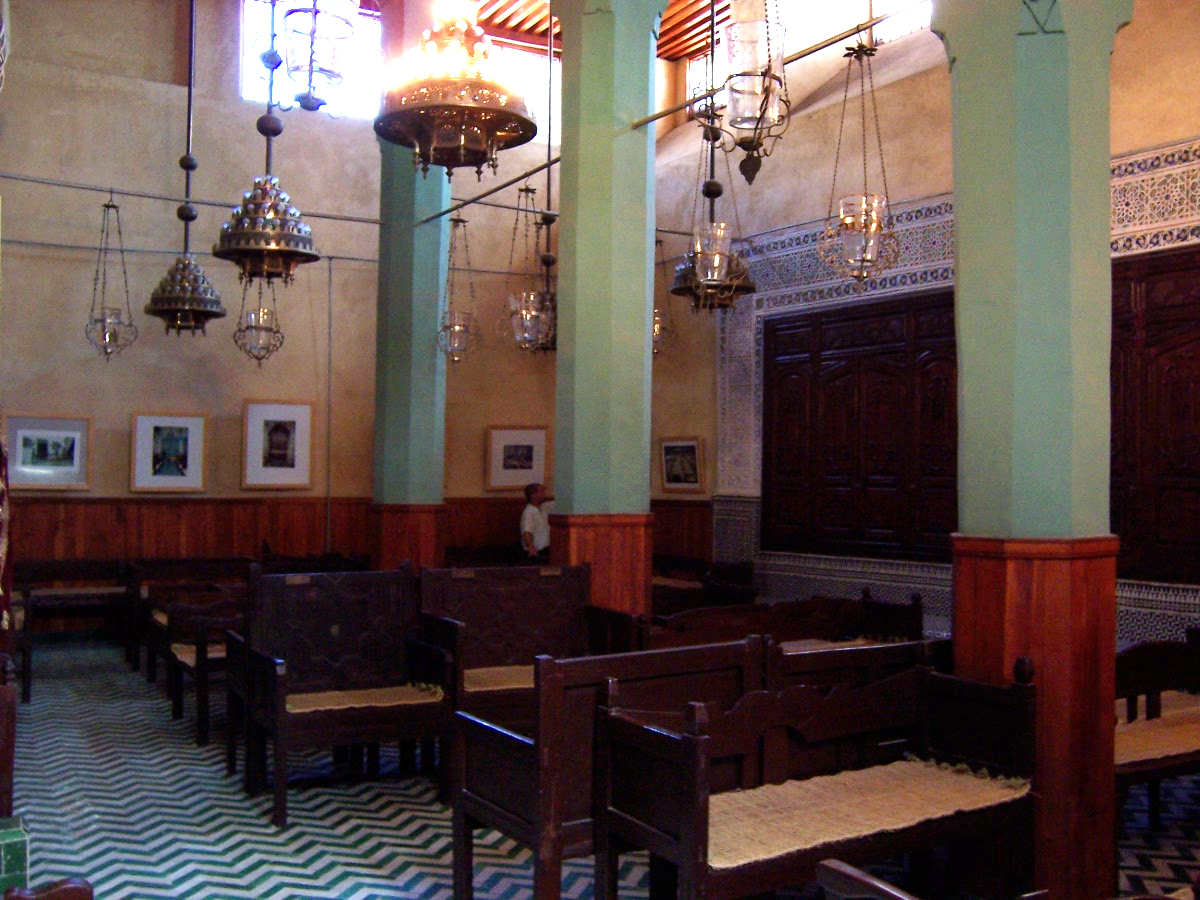
Sinagoga Ibn Danan de Fez (Marruecos,)

Los judíos que embarcaron en Cádiz en 1492 fueron llevados al otro lado del estrecho del Gibraltar, donde ya había judíos de ascendencia peninsular que habían emigrado tras la terrible revuelta antijudía de 1391, a los que sumaron otros procedentes del reino de Portugal. Pero en general en Marruecos y especialmente en el reino de Fez sufrieron todo tipo de vejaciones y desmanes, siendo despojados de sus bienes, no solo por los musulmanes sino también por judíos arabizados que llevaban mucho tiempo viviendo allí. Para algunos los problemas comenzaron durante el viaje en barco, tal como narra una crónica judía del siglo XVI: "Embarcaron confiadamente y se pusieron en marcha. Cuando estaban en camino, se sublevaron los marineros contra ellos, los despojaron, los ataron con cuerdas, profanaron a sus mujeres a la vista de ellos y no hubo quien los salvara en el día de la cólera divina". Ante esta serie de desventuras algunos optaron por volver y bautizarse, otros en cambio y a pesar de todo decidieron quedarse en Marruecos, formando juderías urbanas algunas de las cuales sobrevivieron hasta el siglo XX. En la misma Fez en el siglo XVI había dos, con unos mil miembros cada una, todos ellos judíos sefardíes. Allí pudieron practicar libremente su religión y algunos de ellos enriquecerse con los arrendamientos de impuestos y con el comercio, "pero siempre a cambio de discriminaciones, vejaciones y, en ocasiones, verdaderas persecuciones", afirma Joseph Pérez.
Otro de los lugares del Magreb al que marcharon los judíos expulsados fue Argel –que desde 1516 estuvo bajo la protección del Imperio Otomano– donde formaron una comunidad próspera, aunque padecieron el menosprecio de magrebíes y turcos –que a veces les llamaban "perros judíos"–, y de los esclavos cristianos por su participación en las operaciones de piratería y de corso que tenían su base en Argel. Algunos judíos para evitar estas vejaciones se convirtieron al islam, pero siguieron practicando en privado la fe judaica. Por otro lado, los frailes castellanos que viajaban a Argel para redimir cautivos solían hospedarse en casas de judíos sefardíes, probablemente porque hablaban castellano a la vez que árabe, lo que les convertía en intérpretes idóneos en las negociaciones.
También se establecieron en Orán, pero esta ciudad norteafricana fue conquistada por la Monarquía Hispánica en 1509. Sin embargo, la pequeña comunidad judía que allí vivía fue respetada y en 1512 el propio rey Fernando el Católico, que había ordenado su expulsión, solicitó su colaboración para que les sirvieran de enlace y de intérpretes con los musulmanes de Tremecén. La comunidad judía de Orán prosperó y fue cobrando importancia a lo largo del siglo XVI. A finales de siglo disponía de sinagoga, escuela y de todo lo necesario para practicar su culto mosaico. En el siglo XVII, uno de los miembros más destacados de la comunidad judía de Orán, Jacob Cansino, viajó a Madrid donde residió largo tiempo y donde se entrevistó con el conde-duque de Olivares y le sirvió de intérprete de árabe –ofreció al rey una suma considerable de dinero, al parecer, para poder quedarse a vivir en la capital permanentemente, pero no lo logró–. En 1669 la regente Mariana de Austria aceptó la propuesta del gobernador de Orán, el marqués de los Vélez, de expulsar a los judíos de allí, quien alegó los conflictos que surgían a causa de la hostilidad de los cristianos hacia la comunidad judía que era relativamente numerosa –unos quinientos hebreos en una ciudad de seis mil habitantes– y que poseía su sinagoga, su escuela rabínica, etc. El marqués también los acusó de ser poco de fiar por lo que en algún momento podían traicionar a la Corona aliándose con los moros del interior. Los judíos de Orán embarcaron en una nave genovesa que los llevó a Liorna, donde existía una importante comunidad judía.

## Imperio Otomano

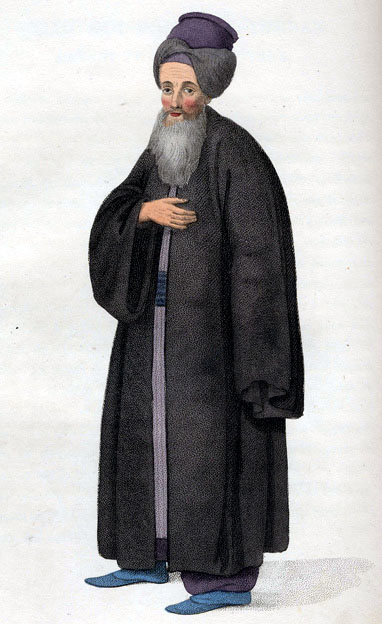
Judío otomano (1779)

El Imperio Otomano fue el único gran estado que acogió favorablemente a los judíos sefardíes, la mayoría de los cuales llegaron a los Balcanes y a Oriente Medio pasando por Italia. Se ha afirmado que el sultán Bayaceto II ordenó a los gobernadores del imperio que los recibieran generosamente y que facilitaran su instalación, pero el documento en cuestión no se ha encontrado, por lo que algunos historiadores dudan de su existencia. Pero sí está demostrado que en 1501 ordenó a los altos funcionarios de la parte europea del imperio que no pusieran impedimentos a la entrada de judíos acomodados procedentes de Italia. Esta política fue continuada por Solimán el Magnífico (1520-1566) a quien –o a su antecesor Bayaceto II– se atribuye la frase referida a Fernando el Católico: "¿A este le llamáis rey político que empobrece sus estados para enriquecer los míos?". A un enviado de Carlos V el sultán Solimán le dijo "que se maravillaba que hubiesen echado los judíos de Castilla, pues era echar la riqueza".
Los sefardíes encontraron en el Imperio Otomano "una segunda patria en la que, sometidos a vejaciones y a una fuerte presión fiscal, menospreciados por los turcos, pudieron, sin embargo, seguir practicando su religión, dada la tolerancia de los turcos en materia de creencias. Muchos pudieron llevar una vida desahogada; se les autorizaba a tener esclavos cristianos, lo cual no era frecuente en aquellas tierras". Las comunidades más importantes fueron las de Estambul –en la que hacia 1600 vivían más de ciento cincuenta mil sefardíes– y Salónica, llamada por un viajero "madre de Israel".

## América
La presencia de conversos en la América española que judaizaban fue descubierta por los procesos inquisitoriales que culminaron con los autos de fe celebrados en Lima en 1639, en los que fueron quemadas en la hoguera seis personas, y en México en 1649.
Por su parte, los sefardíes que vivían en Holanda aprovecharon la guerra con la Monarquía Hispánica –que desde 1580 también incluía el reino de Portugal– para emigrar a la parte de Brasil que fue ocupada por los holandeses en el curso de la misma. Así fue como surgió la primera comunidad judía de América en Recife integrada por casi cinco mil personas hacia 1650. Pero cuando el reino de Portugal, tras separarse de la Monarquía Hispánica, reconquistó estos territorios los judíos sefardíes tuvieron que marcharse. Algunos de ellos se fueron a vivir a las islas de Curazao o Aruba que eran colonias holandesas.
En la etapa colonial los sefarditas de Curazao tenían prohibido establecerse y comerciar con la Capitanía General de Venezuela, por lo que sus simpatías siempre fueron anti realistas. Por esta razón, la comunidad judía curazoleña apoyó al Libertador Simón Bolívar y a la causa republicana durante la guerra de independencia.
En 1827, un grupo de judíos provenientes de Curaçao emigraron a Coro con la finalidad de fortalecer el comercio entre Holanda y Venezuela. Veinte ocho años más tarde en 1855, con una economía en ruinas y el desempleo sin ningún tipo de controles, la xenofobia y el resentimiento contra los extranjeros se apoderó de los habitantes de la ciudad que culparon a los comerciantes judíos de la crisis. Tras violentas protestas, la ciudadanía expulsó a toda la población judía –168 personas– de vuelta a Curazao. La primera y única vez que un grupo de judíos había sido expulsado de un territorio en América.